# Ranquines
Ranquines est le nom de la maison où Vincent de Paul est né, en 1581. Elle se situe à l’écart d'un village jadis nommé Le Pouy, devenu en 1828 la commune Saint-Vincent-de-Paul, dans le département français des Landes. Vincent de Paul y passe les treize premières années de sa vie.

## Présentation
Ranquines est une petite propriété constituée d’une maison landaise et d’une grange sur un petit airial. La maison comporte une pièce principale et trois chambres, hébergeant les huit membres de la famille (les parents Jean de Paul et sa femme Bertrande de Moras, leurs quatre fils Jean, Bernard, Vincent, Dominique, et leurs deux filles, Marie et Claudine). Elle est un élément d'un ensemble plus grand dénommé le Berceau de saint Vincent-de-Paul, constitué au XIXe siècle en son honneur. Elle est aujourd'hui un lieu de pèlerinage et un musée.

### Étymologie
« Ranquines » signifie en gascon « la ferme du boiteux », en raison d’une particularité physique du père de Vincent qui était boiteux. On trouve confirmation de cet état dans un discours que Vincent adresse à ses confrères en 1659 :
« Je me souviens que lorsque j'étais un jeune garçon, mon père m'emmena à la ville (Dax). Parce qu'il était pauvrement habillé et boiteux, j'ai eu honte de l'accompagner et qu'on puisse penser qu'il était mon père ».

### Description
La maison est l'élément principal d'une petite exploitation agricole typique des Landes : une ferme et ses dépendances bâties sur un airial planté de chênes, à proximité immédiate des champs. La famille de Vincent appartient à la classe moyenne, elle est propriétaire de sa maison et de ses champs, possède un attelage pour la culture, des moutons et des porcs. Vincent témoignera être le fils d'un cultivateur et avoir surveillé dans sa jeunesse vaches et cochons. Bien que de condition modeste, la famille n'est donc pas pauvre à proprement parler, même si la guerre et les pillages ont pu précariser ses conditions de survie.
La maison a été reconstruite au moins à deux reprises. La maison d'origine était orientée à vers l'est, comme toute maison landaise, tournant ainsi le dos aux intempéries venant de l'océan. Lors de sa dernière reconstruction, elle a été réorientée pour faire face au square. Les matériaux d'origine, notamment, les poutres, ont été réutilisés, et la maison actuelle occupe strictement la même place que celle d'origine.
On y entre par la cuisine et le salon, lieu de rassemblement de la famille après le travail pour y partager le repas, fait à base de millet préparé dans un pot. La première chambre à gauche est celle de Jean, fils aîné de la famille et à ce titre, l'héritier des biens afin d'éviter la dispersion du patrimoine, fruit du travail et des efforts des générations passées. La seconde chambre du rez-de-chaussée est celle des parents, et le lieu de naissance des enfants de la fratrie. Les cadets logent à l'étage. On y trouve aujourd'hui une lettre écrite par Vincent à sa mère le 17 avril 1610, alors qu'il est âgé de 29 ans. On y trouve également un buste du saint, des reliques telles que son crucifix et les chaussures offertes par Anne d'Autriche afin que Vincent puisse se rendre plus facilement auprès des pauvres.

## Galerie
Extérieur

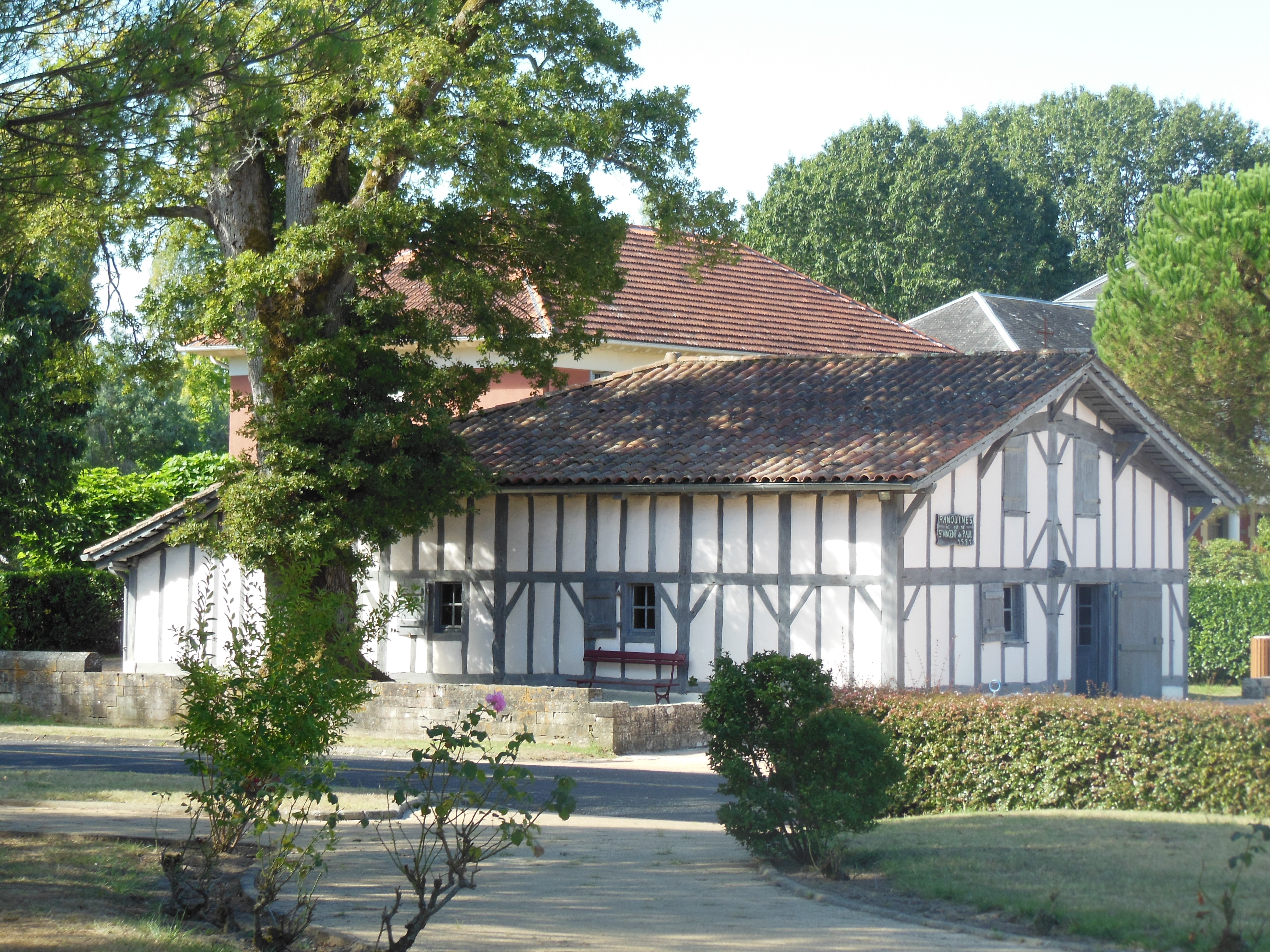
Ranquines et rejeton du chêne lou Bielh Cassou sur sa gauche, planté en 1868
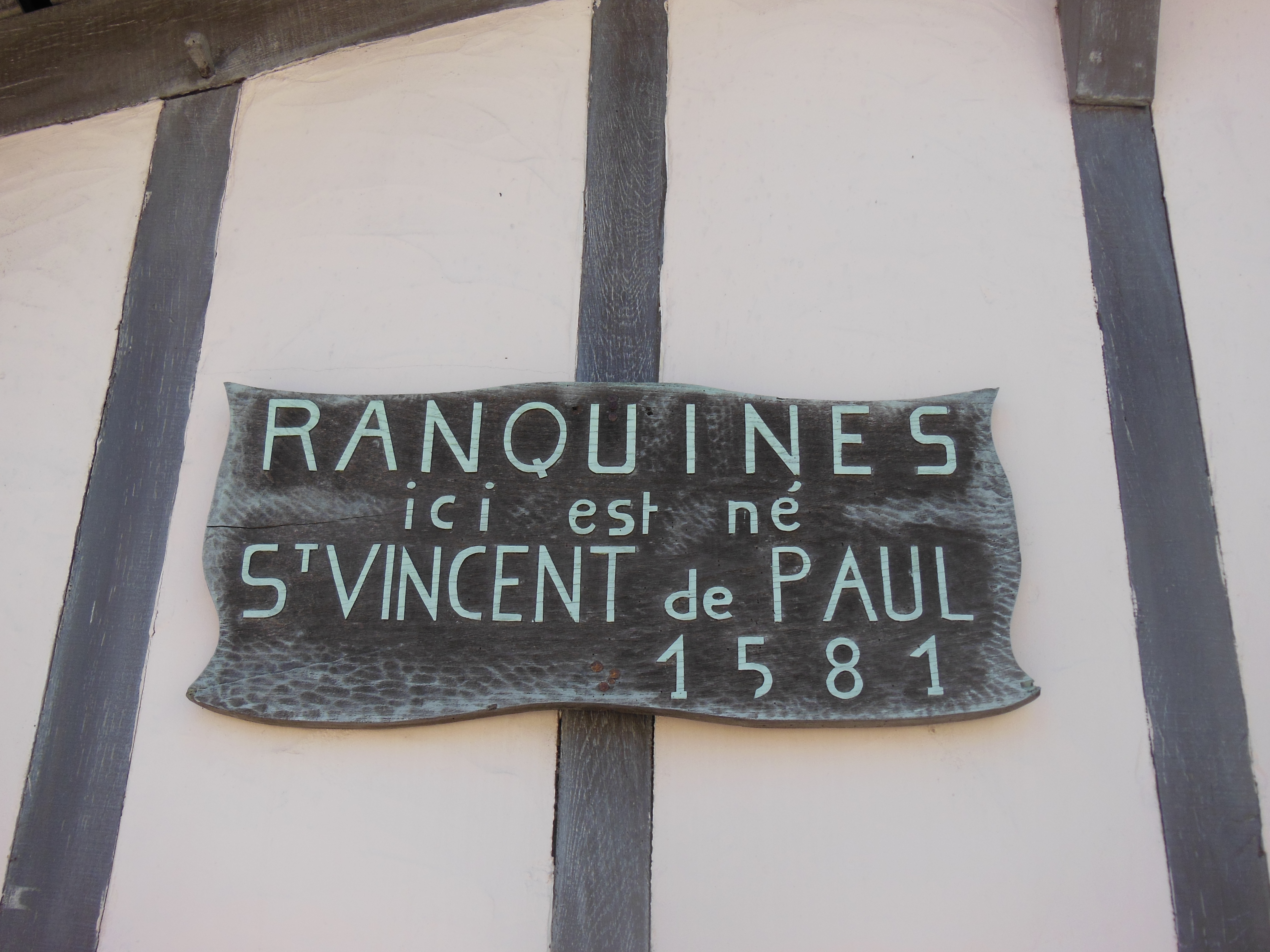
Inscription « Ici est né Vincent de Paul 1581 » en façade de Ranquines
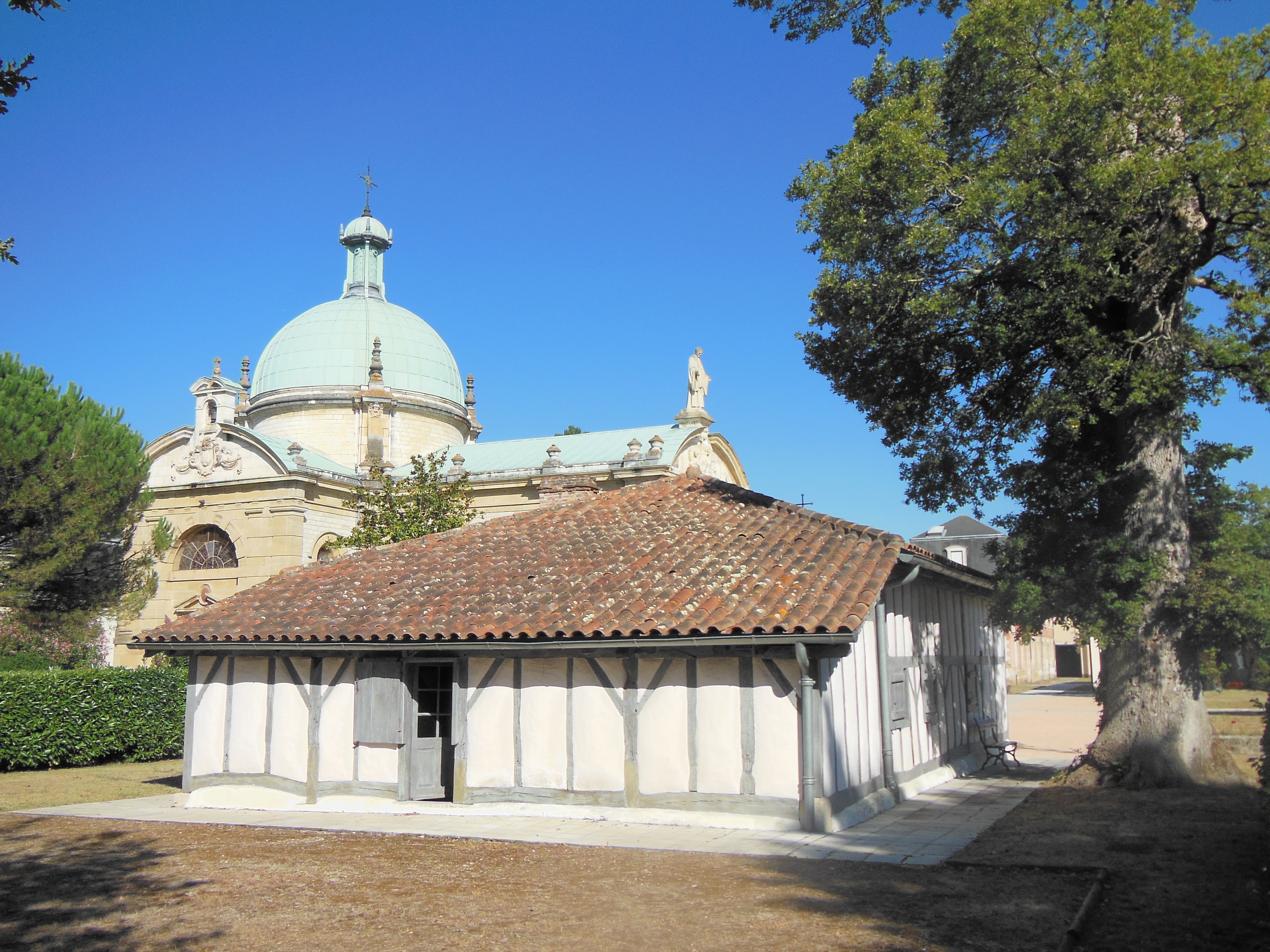
Arrière de Ranquines et église Saint-Vincent-de-Paul du Berceau

Intérieur

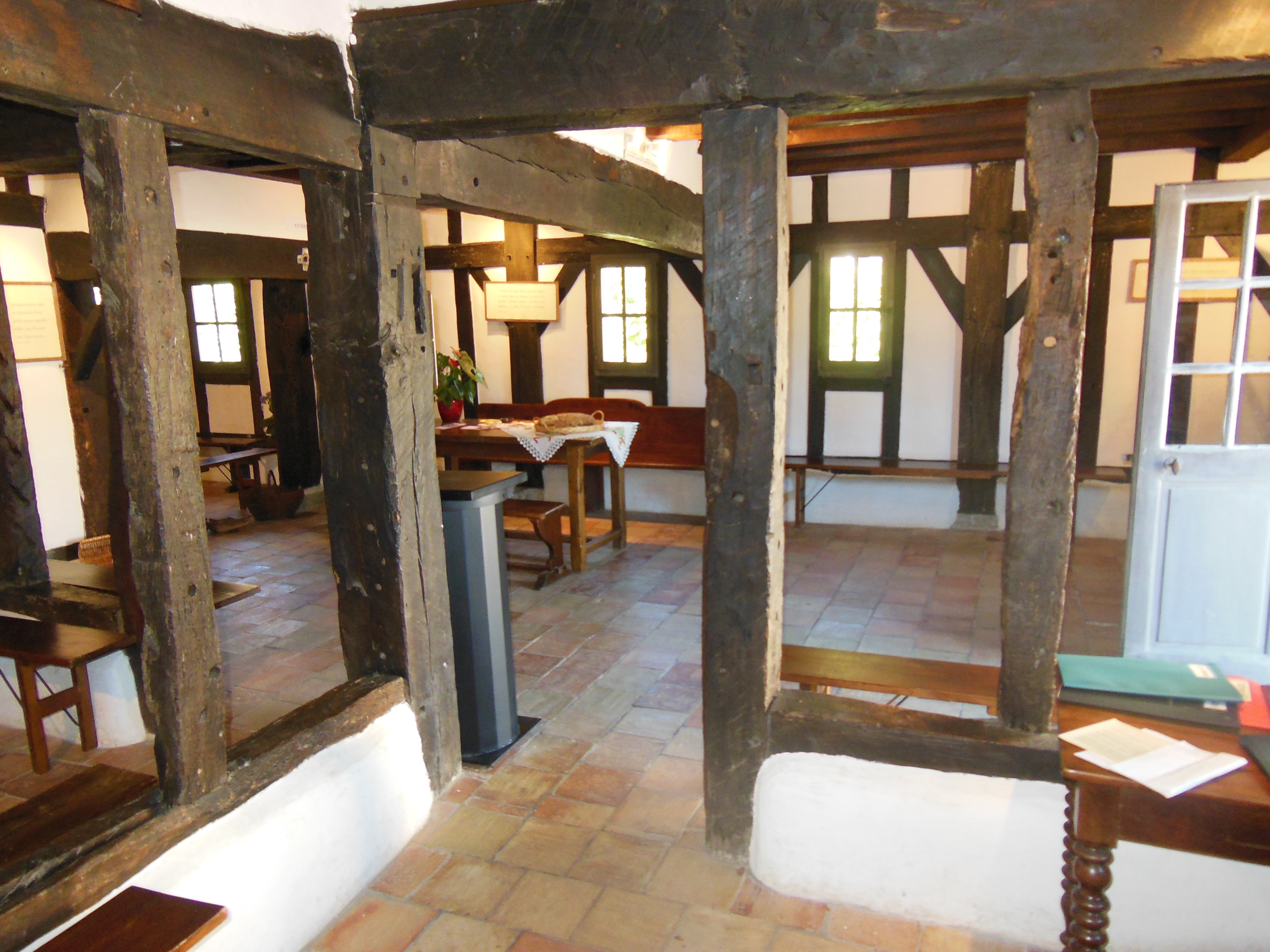
Pièce principale de Ranquines
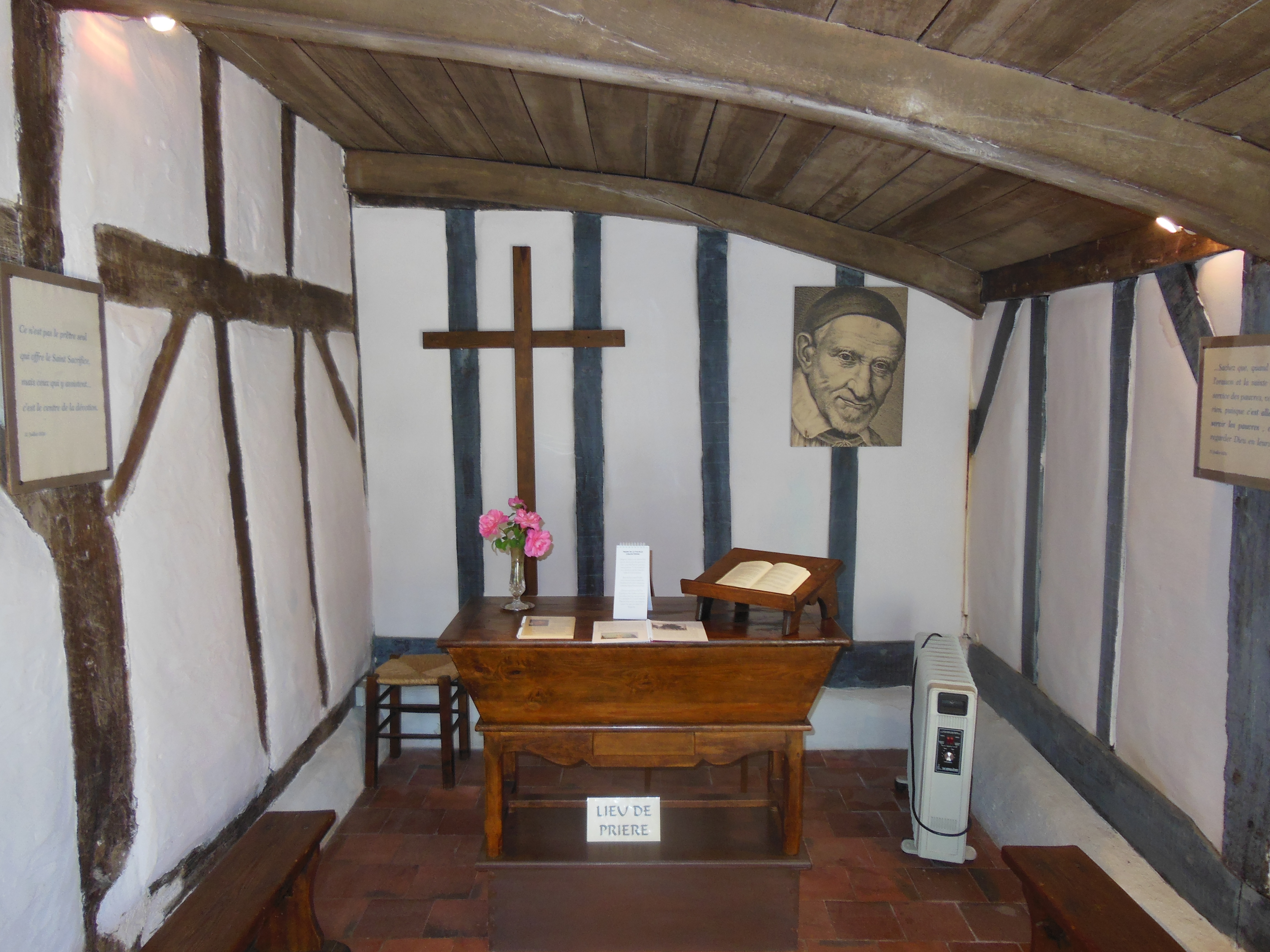
Lieu de prière, salle de naissance de Vincent de Paul

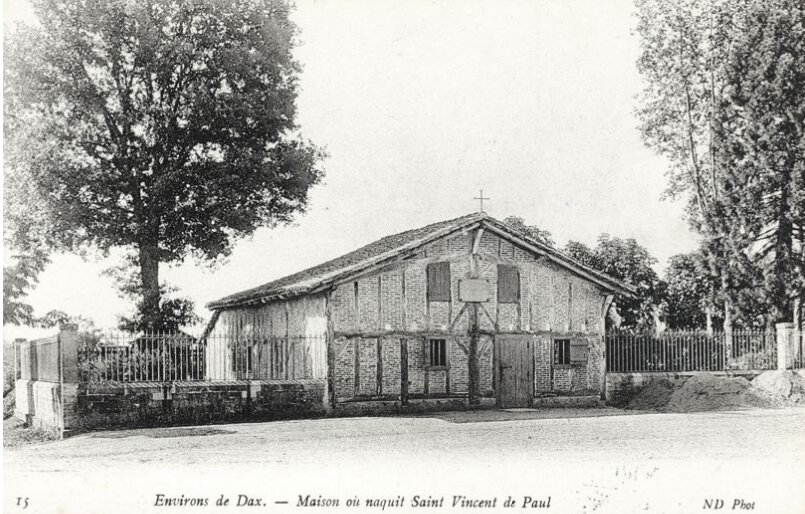
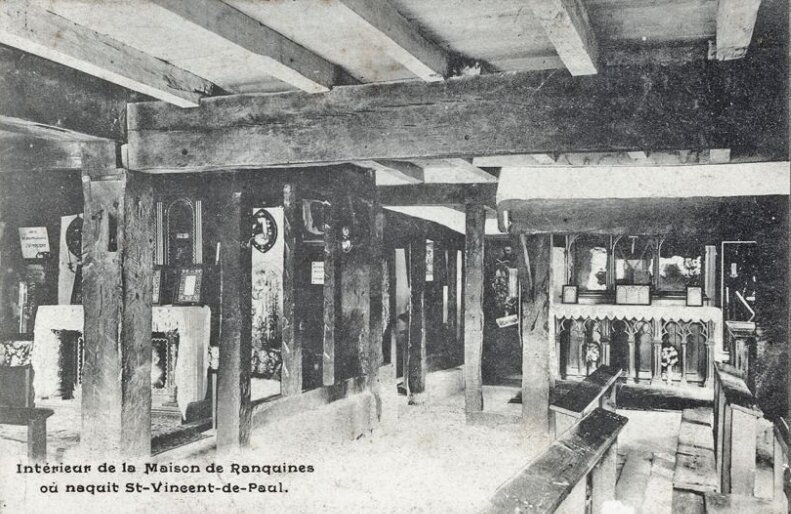

Cartes anciennes

### Lou bielh cassou
Le chêne de Saint-Vincent-de-Paul, dénommé Lou bielh cassou en gascon, est un des éléments caractéristiques de l'airial tel qu'il en existe dans les hameaux landais, à l'écart des bourgs.
L'origine du vieux chêne (lou bielh cassou en gascon) se situe entre les XIIe et XIIIe siècles. Lorsque Vincent naît en 1581, le chêne a donc déjà 400 ans et sera le témoin des treize premières années de la vie du jeune garçon. Le chêne a surmonté au cours de sa longue existence plusieurs calamités naturelles, au nombre desquelles on dénombre des tempêtes, le feu et l'attaque des capricornes. La calamité la plus violente date de 1876, lorsque la foudre s’abat sur lui et le coupe en trois. Il a fallu le consolider avec du béton, ce qui n'a pas entamé la poursuite de sa  croissance : il atteint 13 mètres de circonférence de nos jours. Un rejeton du bielh cassou a été planté par précaution en 1868 à gauche de la Ranquines. Il mesure de nos jours 4 mètres de diamètre.

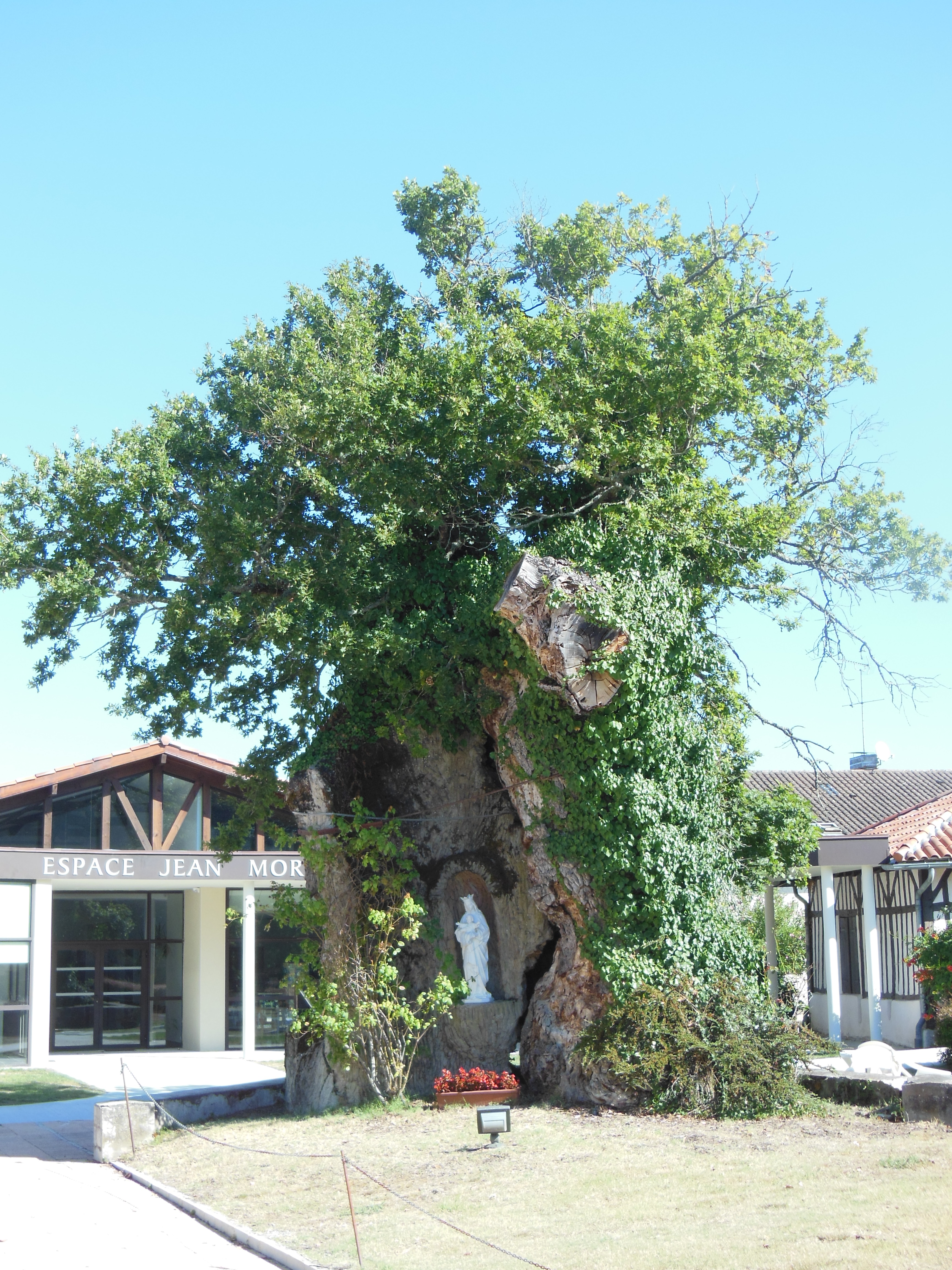
Chêne lou Bielh Cassou, connu de Vincent de Paul, site classé par arrêté ministériel le 24 mars 1925 (0,3 ha)
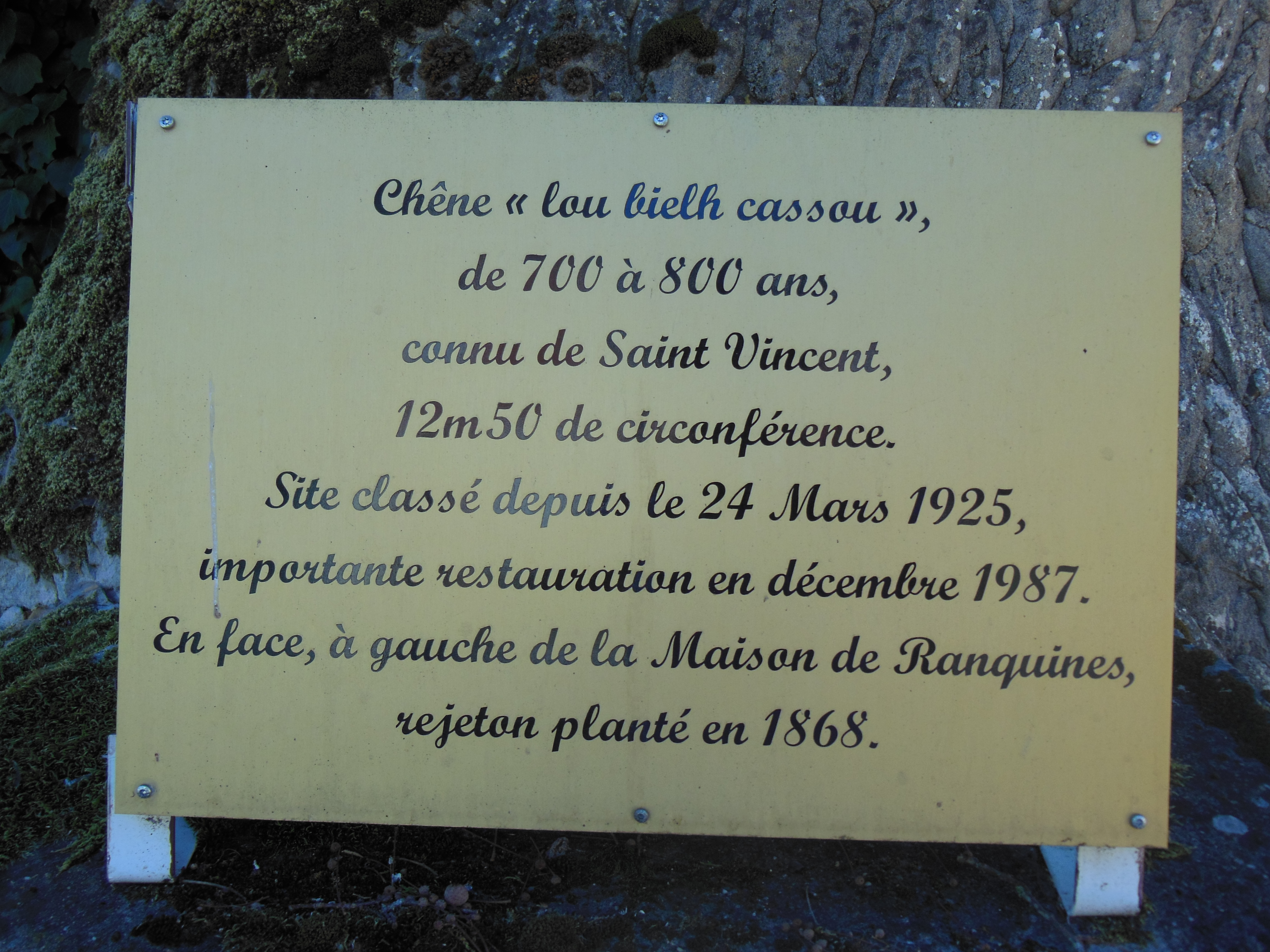
Panneau au pied du chêne lou Bielh Cassou